# 4431 Хольонхолі
4431 Хольонхолі (4431 Holeungholee) — астероїд головного поясу, відкритий 28 листопада 1978 року.
Тіссеранів параметр щодо Юпітера — 3,199.